# Jerzy Długoszowski
Jerzy Długoszowski (ur. 26 czerwca 1922 w Babczewie, zm. 2009 w Bielawie) – harcmistrz, kapitan MO, partyzant Szarych Szeregów, instruktor Grup Szturmowych, więzień niemieckich obozów karnych, członek Pogotowia Bojowego Socjalistów, polityk lokalny, dziennikarz, malarz, działacz PPS, PZPR, SLD.

## Życiorys
Był synem nauczyciela Stefana Długoszowskiego. Przed wojną ukończył gimnazjum w Częstochowie. Należał do ZHP od 1934.
W 1941 skierowany do przymusowej służby budowlanej Baudienst. Od sierpnia 1941 do czerwca 1942 pracował przymusowo w hucie „Hasag” (obecnie Huta Częstochowa), skąd w związku z oskarżeniem o sabotaż został przewieziony do więzienia w Radomiu, następnie obozu karnego w Solcu, a w końcu do obozu w Jedlni. Ze względu na zły stan zdrowia zwolniony z obozu w czerwcu 1943 wrócił do Barczkowic, gdzie w tym czasie mieszkała jego rodzina. Po rekonwalescencji został członkiem Szarych Szeregów. Ukończył kurs podoficerski, otrzymując nominację na kaprala. Działał jako instruktor Grup Szturmowych. W styczniu 1944 został również członkiem Pogotowia Bojowego Socjalistów, gdzie pełnił funkcje łącznika i kolportera prasy podziemnej.
Po wyzwoleniu został komendantem grupy egzekutywnej w Radomsku. Jednocześnie ukończył liceum w Radomsku. W 1946 został pracownikiem PSS w Dzierżoniowie, następnie w Bielawie, gdzie zajmował m.in. stanowisko kierownika organizacji, zatrudnienia i płac. Jednocześnie rozpoczął (w 1946) studia na Wydziale Prawa na Uniwersytecie Wrocławskim, które jednak z powodu nadmiaru obowiązków zawodowych przerwał w styczniu 1948.
W 1946 zawarł związek małżeński.
W latach 1950–1956 był wykładowcą kursów ekonomicznych w Bielawie.
Od 1956 do 1960 pracował w Bielawskiej Fabryce Prostowników.
W 1959 złożył podanie o przyjęcie do MO. Podanie zostało pozytywnie rozpatrzone i w 1961 trafił do Zaocznego Studium Oficerów MO, następnie zaś, w kwietniu 1962, na kurs oficerów polityczno-wychowawczych w Komendzie Głównej MO w Warszawie. Od maja 1962 pracował w Komendzie Powiatowej MO w Dzierżoniowie, a następnie w Komendzie Wojewódzkiej MO w Wałbrzychu, gdzie pełnił m.in. funkcję inspektora do spraw szkolenia. Pracę w MO zakończył w 1981, przechodząc na rentę w związku z inwalidztwem będącym wynikiem służby w MO.
Już jako rencista wstąpił do ORMO, działał w ZHP.
W latach 1948–1956 pisywał artykuły do czasopism ogólnopolskich i lokalnych. Przez całe życie zajmował się również malarstwem.
Od 1949 należał do ZBoWiD, gdzie pełnił m.in. funkcję prezesa koła w Bielawie i Dzierżoniowie oraz członka zarządu okręgu we Wrocławiu.

## Działalność polityczna
Jerzy Długoszowski przez całe życie pozostawał aktywny społecznie i politycznie, pełniąc szereg funkcji w samorządzie lokalnym i lokalnych strukturach partyjnych, pisząc apele do posłów i senatorów. W 1995 został oficjalnie zaproszony na zaprzysiężenie i orędzie prezydenckie Aleksandra Kwaśniewskiego.
Przynależność partyjna
- PPS od września 1946 do grudnia 1948
- PZPR od grudnia 1948 do 1989
- SLD

Pełnione funkcje
- sekretarz POP PZPR PSS Dzierżoniów.
- wykładowca szkoły partyjnej przy KM PZPR w Bielawie
- członek Komisji Propagandy KP PZPR w Dzierżoniowie
- I sekretarz POP PZPR KP MO w Dzierżoniowie
- prezes koła ZBoWiD w Bielawie
- prezes koła ZBoWiD w Dzierżoniowie – do 1958
- członek Zarządu Okręgu ZBoWiD Wrocław – od 1957
- członek Miejskiego Komitetu FJN – od 1956 do 1958
- członek Powiatowego Komitetu FJN – od 1957
- członek MRN w Bielawie – od 1958 do 1962
- przewodniczący Komisji Oświaty i Kultury MRN w Bielawie
- przewodniczący Miejskiego Komitetu Budowy Szkół – Pomników – od 1958 do 1968

## Odznaczenia
- Odznaka za Rany i Kontuzje – ranny dwukrotnie.
- Krzyż Kawalerski Orderu Odrodzenia Polski (1972)
- Krzyż Partyzancki
- Złoty Krzyż Zasługi
- Medal 40-lecia Polski Ludowej (1984)
- Medal Zwycięstwa i Wolności 1945
- Srebrny Medal „Za zasługi dla obronności kraju” (1979)
- Brązowy Medal „Za zasługi dla obronności kraju” (1969)
- Srebrna Odznaka „Za zasługi w ochronie porządku publicznego” (1982)
- Brązowa Odznaka „Za zasługi w ochronie porządku publicznego” (1974)
- Odznaka „Zasłużony Działacz ORMO”
- Srebrna Odznaka „W Służbie Narodu” (1981)
- Brązowa Odznaka „W Służbie Narodu” (1971)
- Brązowy Krzyż „Za Zasługi dla ZHP”
- Złoty Medal „Za Zasługi dla Ligi Obrony Kraju”
- Srebrny Medal „Za Zasługi dla Ligi Obrony Kraju”
- Brązowy Medal „Za Zasługi dla Ligi Obrony Kraju”
- Złota Honorowa Odznaka PCK II stopnia
- Srebrna Honorowa Odznaka PCK
- Brązowa Honorowa Odznaka PCK (1982)
- Odznaka tytułu honorowego „Zasłużony dla Zdrowia Narodu”
- Złote Odznaczenie im. Janka Krasickiego (1991)
- Odznaka „Za Zasługi dla ZSMP” (1991)
- Odznaka 1000-lecia Państwa Polskiego (1967)
- Odznaka „Zasłużony Honorowy Dawca Krwi” II stopnia (1981)
- Odznaka „Zasłużony Honorowy Dawca Krwi” III stopnia (1979)

## Kontrowersje
Po 1989 Jerzy Długoszowski twierdził, że jest stryjecznym bratankiem generała Bolesława Wieniawy-Długoszowskiego i w związku z tym zaczął się posługiwać nazwiskiem Wieniawa-Długoszowski. Bez dokładnych badań genealogicznych potwierdzenie lub obalenie tego twierdzenia jest jednak niemożliwe.